# A puerta cerrada
A puerta cerrada, primer àlbum de la banda Fito & Fitipaldis, fou publicat l'any 1998. En aquell moment, el vocalista i líder del grup, Fito Cabrales, encara treballava conjuntament amb Platero y Tú, un altre grup de rock espanyol.
És un disc principalment acústic, on es mesclen el rock, el swing o el blues, tot i que sempre mantenint un so senzill i proper. En la gravació del disc hi van participar Miguel Colino (baixista d'Extremoduro), Txus Alday com a guitarrista i "Polako" i Arturo a la bateria i precussió respectivament. Hi van participar puntualment José Alberto Bátiz i Javier Alzola, qui a partir del segon disc serien el guitarrista i saxofonista del grup respectivament També hi col·laboraren puntualment Robe d'Extremoduro i Uoho de Platero y Tú.

## Llista de cançons
1. "Rojitas las orejas" - 3:45
2. "Trozos de cristal" (amb Robe d'Extremoduro) - 3:41
3. "Barra americana" - 2:40
4. "Mirando al cielo" - 4:13
5. "Quiero beber hasta perder el control" (versió de Los Secretos) - 2:55
6. "El lobo de espanta" - 3:55
7. "¡Qué divertido! - 2:50
8. "Trapos sucios" - 3:02
9. "Ojos de serpiente" - 3:07
10. "El funeral" - 1:45

## Membres del grup
- Adolfo "Fito" Cabrales: Veu i guitarra
- Txus Alday: Guitarra
- Miguel Colino: Baix
- Polako: Bateria
- Arturo: Percussió i cors